# Pharmacien hospitalier
Le pharmacien hospitalier exerce à l'hôpital des activités de dispensation, de reconstitution de médicaments mais aussi d'informations des médecins et des patients. Il fait partie intégrante de l'équipe multidisciplinaire avec les autres intervenants du réseau de la santé au sein de l'hôpital.
Les pharmaciens sont des acteurs clés de la santé publique impliqués dans toute la chaîne du médicament et des produits de santé, de la fabrication à la dispensation, ou exerçant la biologie, ils sont au coeur de la prise en charge des patients.
La démographie pharmaceutique au 1er janvier 2018 permet de constater le taux important de renouvellement des professionnels pharmaciens. Et notamment, que 34% de pharmaciens exercent au sein des établissements de santé tandis que la profession en officine ne cesse de diminuer.
Enfin, un changement de mentalité se produit avec la féminisation de la profession c’est-à-dire 75% de pharmaciennes exercent dans les établissements de santé. Malgré le fait est que ce secteur est le plus souvent occupé par des femmes.
Ainsi, plusieurs activités découlent de la profession de pharmacien à savoir: pharmacien biologiste, pharmacien attaché de recherche clinique ou chargé de recherche clinique, pharmacien grossiste-répartiteur, pharmacien titulaire d’officine, pharmacien chargé de la dispensation à domicile des gaz à usage médical et le pharmacien hospitalier.
Quelle que soit son activité, celle-ci doit faire au minimum six années d’études pour les filières officine et industrie, tandis que pour la pharmacie hospitalière et la biologie médicale il faut compter 9 ans (dont 4 années d'internat). A l’issue de celles-ci, l’étudiant doit soutenir une thèse afin d’obtenir son diplôme. Les études se terminent par l’obtention du diplôme d’État de Docteur en Pharmacie et le jeune diplômé doit prononcer le Serment de Galien. Et pour finir, le pharmacien doit obligatoirement s’inscrire à l’ordre des pharmaciens en vertu de l’article L 4221-1 du Code de la Santé Publique (CSP).
Ses compétences au sein de l’hôpital sont de gérer les achats, l’approvisionnement, réaliser des préparations hospitalières et officinales, assurer la traçabilité de certains médicaments, contrôler les préparations, gérer la stérilisation, participer à la commission du médicament, aux recherches biomédicales ainsi que de dispenser aux patients hospitalisées ou ambulatoires, ces produits de santé (analyse des prescriptions et préparation éventuelle des doses à administrer).
Il est amené à entretenir des relations professionnelles avec des professionnels de santé hospitaliers (médecins, personnels infirmiers...) mais aussi les autorités administratives comme l’Agence Régionale de Santé, la Haute Autorité de santé.
Le pharmacien hospitalier fait partie des docteurs praticiens hospitaliers (PH), au même titre que les médecins, les biologistes, les chirurgiens, ou encore les odontologistes. Ils partagent d'ailleurs la même grille de rémunération.

## Historique
Il a fallu attendre cinq siècles pour reconnaitre le rôle indispensable de la pharmacie à l’hôpital dite « pharmacie à usage intérieur » (PUI) et du pharmacien hospitalier. Par conséquent, ces derniers restent indissociables l’un de l’autre.
Le premier document publié relatif à la pharmacie est la loi relative à l’École de Salerne, promulguée en 1224. Bien plus tard, une déclaration du 25 avril 1787 est repris par la loi du 21 Germinal de l’an XI qui disposait que « nul ne peut ouvrir une officine de pharmacie, préparer, vendre et débiter aucun médicament, s’il n’a été reçu pharmacien ». Les officines doivent donc, sauf exception en faveur des hôpitaux, être la propriété du pharmacien qui les exploite.
Depuis de nombreuses années, la pharmacie hospitalière bénéficie d’un régime dérogatoire qui se retrouve dans la loi du 8 décembre 1992 relative à la pharmacie et au médicament qui consacre les pharmacies hospitalières comme étant des pharmacies à usage intérieur. Cependant, avec les nombreuses réformes et plus récemment, l’ordonnance du 15 décembre 2016 relative aux pharmacies à usage intérieur, il y une garantie de prise en charge pharmaceutique coordonnée et sécurisée pour les patients.
Pendant longtemps le statut des pharmaciens hospitaliers était moins « avantageux » que celui des médecins. En effet, le pharmacien a été longtemps tenu au second rang sur les médecins mais ensuite s’est affirmé comme confrère afin d’assurer la bonne cohérence de la prescription médicamenteuses.
C’est qu’avec la loi du 24 juillet 1987 que le statut des pharmaciens et des médecins sont considérés comme praticiens hospitaliers au même titre que les médecins. Aujourd’hui, le pharmacien hospitalier est un personnel d’établissement public de santé relevant de la fonction publique hospitalière selon l’article L6152-1 du Code de la Santé Publique.

## Le circuit du médicament
Le circuit du médicament peut se diviser en 2 circuits distincts et pourtant interconnectés.
Il s’agit tout d’abord du circuit clinique c’est-à-dire la prise en charge médicamenteuse du patient de son entrée à l’hôpital jusqu’à sa sortie. Cela passe par différentes phases notamment :
- -  la prescription
- -  la dispensation
- -  l’administration  Ensuite, le circuit logistique qui correspond aux phases d’achat jusqu’à la délivrance dans l’unité de soins.  Le circuit du médicament est donc un processus complexe et hétérogène impliquant de nombreux professionnels de santé. Cela suppose donc une transmission de l’information et une coordination des interventions. Ces enchevêtrements sont des facteurs essentiels afin d’éviter les risques.  En effet, qui dit circuit avec de nombreux acteurs, dit risques d’erreurs. Les risques sont accrus dans le milieu hospitalier d’où une certaine obligation de performance, une accélération de la mobilité professionnelle des personnels, une réduction de la durée moyenne de séjour des patients et une augmentation constante du nombre de molécules référencées, avec une part importante de molécules innovantes encore mal maîtrisées et souvent très onéreuses.

Le circuit clinique se définit par une grande complexité structurelle. En effet, lors de la rédaction d’une ordonnance, le prescripteur initie le circuit du médicament dont les phases sont les suivantes :
- -  prescription
- -  dispensation
- -  administration
- -  suivi
- -  réévaluation du traitement

Lors de ces étapes nous retrouvons les personnages suivants : médecins, pharmaciens, préparateurs et infirmiers.
Ce circuit, dans les phases précitées, dépend également du parcours physique du médicament allant des conditions d’achat, de transport, de stockage, de la centralisation au sein de la Pharmacie à Usage Intérieur (PUI) jusqu’aux armoires des unités de soins.
Le danger réside également dans un circuit annexe qu’on pourrait appeler le circuit du domicile. En effet, certains patients hospitalisés apportent leurs traitements personnels. Lors de l’hospitalisation d’un patient ayant un traitement de ville en amont de son entrée, le traitement peut être intégré à une ordonnance prescrite par le médecin et c’est la PUI qui dispensera les médicaments.
Cependant, il existe certaines spécialités que les hôpitaux ne possèdent pas au sein de leur PUI en raison de leurs coûts onéreux. C’est ainsi qu’il faut renforcer la sécurisation du circuit et de la performance économique.
Le circuit logistique correspond au parcours du médicament allant de la phase d’achat à la délivrance aux unités de soins. Ici le choix des produits les plus adaptés, le contrôle, la gestion des stocks et l’organisation de l’approvisionnement en fonction des besoins de l’établissement sont au cœur du circuit logistique.
Le pharmacien hospitalier assure l’achat des produits pharmaceutiques, il en assure l’exécution des marchés afin de satisfaire les approvisionnements des médicaments et des dispositifs médicaux stériles.
Le pharmacien est de ce fait, un « acteur essentiel participant à la définition des besoins et des critères de choix techniques pour les achats de produits pharmaceutiques ».
Au sein de la PUI, des cellules spécifiques achats ont été mises en place mobilisant ainsi plusieurs agents administratifs et des pharmaciens. Ils sont en lien avec les services économiques en charge des autres achats de l’hôpital.
L’achat des médicaments et dispositifs médicaux est soumis aux règles imposées aux marchés publics.
Les médicaments souvent prescrits sont achetés en grande quantité, bénéficiant alors, dans le cadre de la procédure de marché public, de prix plus intéressant. En revanche les spécialités plus rares sont souvent confrontées au monopole des laboratoires, ne laissant que peu de place à la négociation.
Si le circuit semble pourtant établi et fonctionnel, certains problèmes subsistent notamment en ce qui concerne les modalités de transport. En effet, certains contenants sont non scellés ou non réfrigérés, ce qui altère la formule pharmaceutique, génère un risque et pose problème dans le circuit à proprement parler. Le circuit suppose un point de départ du médicament et un point d’arrivée sans altération du produit.

## Le coût de l'erreur médicamenteuse
Selon la Cour des comptes, en 2015 la consommation de médicament en ville a représenté 33,8 Mds€ dont 4,3 Mds€ intégralement pris en charge par l’hôpital. Sur les 29, 8 Mds€ de dépenses de médicaments en ville remboursables, 27 Mds€correspondaient à des médicaments distribués par les officines et 2,8 Mds€ à des médicaments délivrés par les pharmacies à usage intérieur en rétrocession hospitalière.
Pour se protéger les établissements de santé doivent souscrire à des contrats de responsabilité civile hospitalière contre les risques liés à leurs activités médicales. Néanmoins les assurances depuis l’avènement de cette forme de responsabilité ont considérablement augmenté leur tarification du risque de responsabilité médicale en général et hospitalière en particulier.
L’enquête nationale ENEIS sur les évènements indésirables graves (EIG) liés aux soins réalisés en 2002 fait apparaître que les EIG liés aux médicaments représentent 32,9% du total des EIG liés aux soins. En ce qui concerne les EIG liés aux médicaments, 51,2 % sont des erreurs d’administration. Selon le guichet des erreurs médicamenteuses de l’AFSSAPS3, un EIG/2 est une erreur d’administration.
Au sein de la responsabilité civile hospitalière, le risque médicamenteux concerne les activités internes de soins mais aussi la dispensation externe au public ou encore les activités pour le compte d’autres établissements.
Une étude au CHU de Bordeaux4 s’est efforcée d’analyser les conséquences socio-économiques des 113 cas d’effets indésirables d’origine médicamenteuse. Cela a permis de quantifier le coût global moyen à 5305€ par évènement d’iatrogénie en cours d’hospitalisation, ce qui en projection nationale situerait entre 350 et 450 M€ le coût annuel des seuls évènements indésirables graves, dont 42% seraient évitables.
Le risque médicamenteux constitue aujourd’hui une préoccupation croissante pour les établissements et les assureurs. Le circuit du médicament se révèle être de plus en plus complexe, ainsi l’inquiétude est renforcée au vu des efforts de sécurisation qui visent à réduire les facteurs de risque humains avec l’utilisation de l’informatisation et de la robotisation. L’automatisation permet de réduire les risques, mais un dysfonctionnement pourrait être particulièrement graves et coûteux en raison du nombre de victimes potentielles.
Les pharmaciens hospitaliers ont sous leur responsabilité le circuit du médicament, ainsi le stock et les flux de médicaments sont gérés à partir d’une pharmacie à usage intérieur qui se trouve être la pharmacie de l’hôpital. Ces pharmacies assurent la préparation de dispositif médicaux stériles pour les professionnels de santé, néanmoins pour de raisons de sécurité et de qualité certaines préparations peuvent confier la réalisation desdites préparations à un établissement pharmaceutique autorisé à fabriquer des médicaments. Enfin, dans les conditions fixées par décret en Conseil d’État, les pharmacies à usage intérieur des établissements de santé peuvent approvisionner en médicaments les établissements ne disposant pas de pharmacie à usage intérieur ou encore les pharmacies d’officine.

## Dispensation du médicament
La dispensation des médicaments trouve sa place dans le Code de la santé publique. En effet, elle correspond à l’acte pharmaceutique qui accompagne la délivrance des médicaments. Le pharmacien est le seul professionnel pouvant réaliser l’acte de dispensation du médicament. Seuls les préparateurs en pharmacie sont autorisés à participer à la préparation et délivrance des médicaments9, mais on parle ici d’une simple assistance. La responsabilité réside sur le pharmacien, « La préparation, l'importation, l'exportation, la distribution en gros et l'activité de courtage de médicaments ainsi que la pharmacovigilance, doivent être réalisées en conformité avec de bonnes pratiques dont les principes sont définis par décision de l'Agence nationale de sécurité du médicament et des produits de santé. »
La dispensation regroupe les activités pharmaceutiques induites par la prescription médicale depuis l’analyse de l’ordonnance jusqu’à l’acheminement du médicament au patient. L’ANAP11 a réalisé une étude auprès de 15 établissements de santé ayant la dispensation nominative avec des organisations variées :
- Manuelle centralisée ou décentralisée ;
- Automatisée : formes orales sèches ou formes orales liquide ou toutes formes  galéniques ;
- Armoire automatisée en complément de la DN
- Pourquoi faire cela ? Car la sécurisation de la prise en charge médicamenteuse est au cœur des préoccupations des établissements de santé. L’iatrogénie médicamenteuse évitable repose notamment sur la sécurisation des différentes étapes de ce processus impliquant, médecin prescripteur, pharmacien hospitalier, préparateur, infirmier.

## Stérilisation et contrôle des préparations
Les préparations sont des médicaments et il en existe 3 types : les préparations hospitalières, magistrales et officinales. Il est question ici de s’intéresser aux préparations hospitalières et magistrales puisque certaines de celles-ci vont être préparées au sein de la pharmacie à usage intérieur des établissements de santé.
Les préparations magistrales sont réalisées pour un patient déterminé et selon une prescription médicale, en raison de l’absence de spécialité disponible ou adaptée. Elles peuvent être préparées soit par une pharmacie d’officine soit par une PUI d’un établissement de santé.
Les préparations hospitalières quant à elles sont préparées à l’avance et en petites séries, par une PUI d’un établissement de santé ou par l’établissement pharmaceutique de cet établissement de santé. Elles sont dispensées pour un ou plusieurs patients, sur prescription médicale, en raison de l’absence de spécialité pharmaceutique disponible ou adaptée également.
C’est la responsabilité du pharmacien hospitalier qui va être engagée puisque celui-ci est responsable du contrôle des préparations. Son contrôle va garantir la bonne qualité de ces préparations.
La phase de préparation va être déclenchée par la validation pharmaceutique de la prescription. Le pharmacien va devoir vérifier que les préparations sont faisables. Pour cela il va notamment devoir vérifier que la pharmacie possède les moyens appropriés à la réalisation de la préparation. Il peut donc librement refuser de faire une préparation si celui-ci estime qu’il n’en a pas les moyens, qu’elle n’est pas conforme à l’état des connaissances scientifiques, médicales ou techniques et/ou que la préparation est dangereuse. Dans ce cas, le pharmacien peut éventuellement proposer une alternative.
Ce sont les unités de soins qui vont transmettre à la PUI les prescriptions pour que celle-ci puisse avoir le temps nécessaire pour les préparer.
L’ANSM (agence nationale de sécurité du médicament et des produits de santé) assure la réglementation et la sécurité de ces préparations, notamment par l’obligation de déclaration à celle-ci des préparations hospitalières. Elles sont préparées sous la surveillance d’un pharmacien, qui va, en amont de la préparation, vérifier qu’elle est en conformité avec les textes en vigueur. Il va également vérifier que les préparations sont conformes aux référentiels scientifiques et aux référentiels de bonnes pratiques. Au fur et à mesure des différents stades de préparation le pharmacien va également devoir vérifier que les précautions nécessaires sont prises pour la sécurité de tous, ainsi que pour éviter toute contamination.
Le contrôle du pharmacien hospitalier va également s’effectuer sur la stérilisation des dispositifs médicaux dans le but notamment d’assurer la qualité de ceux-ci. S’agissant de celle-ci le pharmacien se voit opposer une obligation de résultat, tout comme les autres professionnels de santé et de manière plus générale les structures de soins qui se doivent d’assurer la sécurité des patients par rapport au risque infectieux. La stérilisation des dispositifs médicaux est donc fondamentale dans les établissements de santé puisqu’elle participe à la lutte contre les infections. Il existe pour cela des fiches techniques qui décrivent les modalités de stérilisation à suivre.
Une partie de la stérilisation va se faire à la suite de la réception des dispositifs médicaux déjà utilisés au sein des plateaux techniques ou des unités de soins.
La première étape de la stérilisation va être la prédesinfection, cette étape prépare donc les dispositifs médicaux pour la stérilisation. Cette dernière peut se faire dans les locaux de stérilisation de la PUI mais également en dehors. Il est mis en place une traçabilité des différentes étapes de ces dispositifs médicaux entre le moment où ils sont utilisés et le moment de leur arrivée pour la stérilisation.
La stérilisation est ensuite effectuée. Pour cela les procédés utilisés pour réaliser les opérations du lavage sont définis. Le lavage est donc réalisé selon les bonnes pratiques de pharmacie hospitalière. Le pharmacien hospitalier va devoir contrôler les différentes étapes de lavage des dispositifs médicaux.
Pour finir, il y a une étape de séchage de ces dispositifs médicaux stérilisés. Pour cette étape le pharmacien hospitalier va également devoir contrôler la traçabilité des dispositifs médicaux.

## La promotion/éducation de la santé et nouveau rôle du PH
Selon la définition de l'Organisation Mondiale de la Santé (OMS) de 1948, la prévention se définit comme l'ensemble des mesures prises pour éviter la survenue d'un accident ou d'une maladie. Elle vise à empêcher la survenue ou l'aggravation de la maladie en réduisant ou supprimant les facteurs de risque, en organisant le dépistage, en évitant ou retardant les complications, ou en favorisant la réinsertion des personnes atteintes.
Il y a trois stades d'intervention sanitaire préventive :
- la prévention primaire, qui intervient avant l'apparition de l'événement sanitaire dont elle vise à réduire l'incidence (par exemple, les vaccinations)

- la prévention secondaire, qui cherche à détecter la pathologie au plus tôt pour en limiter la durée d'évolution (par exemple, le dépistage)

- la prévention tertiaire, qui a pour but de réduire au maximum les invalidités fonctionnelles découlant d'une incapacité chronique ou d'une récidive (par exemple, la réadaptation)

Quel rôle a le pharmacien dans le cadre de la prévention et de la promotion de la santé ?
           Tout d'abord, l'une des missions les plus importantes du pharmacien est l'éducation thérapeutique des patients (ETP). L'ETP fait désormais partie des nouvelles missions du pharmaciens depuis la loi Hôpital-Patients-Santé-Territoires (HPST) du 21 juillet 2009.
L'éducation à la santé est même un devoir déontologique du pharmacien. L'article R. 4235-2 du code de santé publique énonce que le pharmacien « doit contribuer à l'information et à l'éducation du public en matière sanitaire et sociale. Il contribue notamment à la lutte contre la toxicomanie, les maladies sexuellement transmissibles et le dopage ».
Pourquoi « éduquer » patient ? Pour remédier au phénomène d'iatrogénie médicamenteuse. Il s'agit de la somme des effets indésirables provoqués par les médicaments. Ce phénomène a un coût humain et économique très élevé, notamment chez les personnes âgées. Il serait responsable de plus de 10% des hospitalisations chez les personnes âgées de plus de 65 ans et de près de 20% chez les octogénaires. Il s'agit donc d'un réel problème de santé publique. Ce phénomène est pourtant évitable. Il a pour principale cause le manque d'information du public et la banalisation de l'usage des médicaments, ce à quoi le pharmacien peut remédier.
Ce manque d'information, voire la désinformation, sont aussi la cause de la baisse inquiétante du nombre de vaccinations en France. C'est là qu'intervient le pharmacien, qui informe le public, le conseille, et va même jusqu'à vacciner lui-même (des pharmaciens d'officine en Auvergne-Rhône-Alpes et Nouvelle-Aquitaine ont été autorisés à vacciner eux-mêmes leurs patients ; pour l'instant, cela s'effectue à titre expérimental ; l'opération est un succès puisqu'elle a permis de vacciner environ 200 000 personnes).
Pour résumer, le pharmacien a cet avantage d'être « à portée de main » des patients. Il est en « première ligne ». Il est même considéré comme une source d'informations crédible, accessible et disponible. Une relation de confiance s'instaure entre le pharmacien et le patient. Son image n'est plus celle d'un « commerçant » grâce à ces nouvelles missions. Il a désormais pour devoir de promouvoir le bon usage du médicament, de conseiller en matière d'alimentation, de participer à la prévention des cancers, du sida et du tabagisme. Cette liste non exhaustive ne cesse de s'allonger depuis la loi HPST de 2009. L'extension de son rôle en matière de prévention et de promotion de la santé ne peut être que bénéfique, à condition qu'aucun obstacle ne vienne se heurter à cette volonté.